# Темні матерії (телесеріал)
«Темні матерії» (також «Його темні матеріали», «Темні початки», «Піраньї тьми» англ. His Dark Materials) — фентезійний телесеріал за мотивами однойменної трилогії Філіпа Пулмана. Серіал розроблено компаніями BBC Studios, New Line Cinema і Bad Wolf на замовлення BBC One і HBO, HBO також займається його міжнародним розповсюдженням.
Трансляція восьмиепізодного першого сезону почалася 3 листопада 2019 року на BBC One у Великій Британії та 4 листопада на HBO у Сполучених Штатах та інших ринках. Ще до прем'єри Піраньї тьми були поновлені на другий восьмиепізодний сезон.

## Назва
Назву для своєї трилогії His Dark Materials Філіп Пуллман узяв із другої книги «Утраченого раю» Мільтона. Перший український переклад цієї поеми вийшов у вересні 2019 року, у відповідному уривку тексту Олександр Жомнір ужив фразу «піраньї тьми».
| …Into this wilde Abyss, The Womb of nature and perhaps her Grave, Of neither Sea, nor Shore, nor Air, nor Fire, But all these in their pregnant causes mixt Confus'dly, and which thus must ever fight, Unless th' Almighty Maker them ordain His dark materials to create more Worlds, Into this wilde Abyss the warie fiend Stood on the brink of Hell and look'd a while, Pondering his Voyage; for no narrow frith He had to cross. — Paradise Lost, Книга 2, рядки 910—920 | …Туди, в бездонну Утробу, що породжує світи І стане їх могилою колись, Де ще нема повітря ні вогню, Ні суші, ні морів — є лиш вагітність Напруженої суміші, що жде Творцевого наказу піраньям тьми: «Формуйтесь! Станьте світлом!» — в ту безодню Дивився з краю пекла Сатана І важився на мандри в Невідоме… — Утрачений рай, Книга 2, рядки 884—893 (переклад Олександра Жомніра) |

## Синопсис
Події серіалу Піраньї тьми відбуваються в альтернативному світі, де всі люди мають тварин-супутників (деймонів), які є проявом людської душі. Серіал оповідає історію життя молодої сироти Ліри (Дафні Кін), яка живе з науковцями в Джорданському коледжі . Як і в романі Пулмана, Ліра відкриває небезпечну таємницю, в якій задіяні лорд Азріель (Джеймс Мак-Евой) та Маріса Кольтер (Рут Вілсон). У пошуках свого зниклого друга Ліра також розкриває серію викрадень та свій зв'язок із загадковою речовиною під назвою Пил .
Режисер Отто Бетгерст пояснив, що деякі елементи книги і фільму були змінені, аби надати серіалу сучасніший вигляд, порівняно з вікторіанським фентезі оригінальних книжок.

## У ролях

### Головні
- Дафні Кін — Ліра Белаква
- Рут Вілсон — Маріса Кольтер
- Енн-Марі Дафф — Ма Коста
- Кларк Пітерс — доктор Карн
- Джеймс Космо — Фардер Корам
- Аріон Бакаре — лорд Карло Бореал
- Буде Кін — отець Мак-Фейл
- Луціян Мсаматі — Джон Фаа
- Ґері Льюїс — Торольд[4]
- Левін Ллойд — Роджер Парслов
- Деніел Фроґсон — Тоні Коста
- Джеймс Мак-Евой — лорд Ізраел (Азріель)

### Другорядні
- Лін-Мануель Міранда в ролі Лі Скорсбі
- Рута Гедмінас як Серафіна Пеккала[4]

### Озвучення
- Гелен Мак-Крорі як Стельмарія[5]
- Девід Суше як Каїса[6]
- Кіт Коннор як Панталеймон
- Тандберг як Йорек Бьорнісон

## Епізоди
| № серії | Назва серії          | Режисер(и)    | Сценарист(и) | Оригінальна дата показу | Глядачів UK (млн) | US viewers (millions) |
| --- | -------------------- | ------------- | ------------ | ----------------------- | ----------------- | --------------------- |
| 1 | «Джордан Ліри»       | Том Гупер     | Джек Торн    | 3 листопада 2019        | Буде визначено    | 0.424                 |
| Ліра Белаква зростає у в оксфордоському коледжі Джордан. Її найближчі друзі - її деймон Пантелеймон та служка на ім'я Роджер Парслоу. Ліра шанує свого дядька лорда Азріела - полярника, чиї дослідження таємничого Пилу та паралельних світів вважаються єретичними. Ліра рятує лорда Азріела, коли того хоче отруїти ректор коледжу, який завдяки алетіометру передбачив видатне майбутнє Ліри. По тому, як Азріел відбуває у чергову експедицію, ректор домовляється із авантюристкою Марісою Кольтер про удочеріння Ліри. Маріса обіцяє виховувати Ліру як свою протеже у Лондоні. Таємничі "гоблери" викрадають циганча Біллі Косту, а згодом і Роджера. Ректор дає Лірі алетіометр, але просить її не казати про це нікому, включно з Марісою. Ліра та Маріса вирушають до Лондона, сподіваючись знайти Роджера. Цигани також мандрують до Лондона, переслідуючи гоблерів. |                      |               |              |                         |                   |                       |
| 2 | «Оповідь про Північ» | Том Гупер     | Джек Торн    | 10 листопада 2019       | Буде визначено    | Буде оголошено        |
| Ліра оселяється в розкішній лондонській квартирі місіс Кольтер, впевнена, що її благодійниця займається покушами Роджера. Спроба циган врятувати зниклих дітей провалюється. В Оксфорді магістр Джорданського коледжу відмовляє лорду Бореалу у доступі до об'єкту, який вважається відтятою головою Станіслава Груммана, нещодавно знайденою лордом Азріелем на півночі. Лорд Бореал проходить скрізь портал до альтернативного Оксфорду. Він використовує послуги найманця Томаса, щоб знайти Груммана. Ліра насторожено ставиться до безіменного демона-мавпи місіс Кольтер, який ніколи не говорить, і до її близьких зв’язків з Магістеріумом. Ліру ловлять на підслуховуванні місіс Кольтер і отця Мак-Фейла, при цьому демон місіс Кольтер атакує Пана. Місіс Кольтер ненавмисно відкриває, що лорд Азріел є батьком Ліри. Місіс Кольтер таємно відвідує Роджера, Біллі та інших викрадених дітей, кажучи, що вони вирушають у пригоду «на північ». Ліра дізнається, що місіс Кольтер очолює Генеральну раду жертвоприношень Лондона. Під час вечірки в квартирі місіс Кольтер журналістка Адель Стармінстер підтверджує Лірі, що членів Рад жертвоприношень називають «гоблери», що спонукає Ліру та Пана втекти з алетіометром. Після цього Бореал розчавлює демона Адель, убиваючи її. Ліра і Пан потрапляють в полон до "гоблерів". |                      |               |              |                         |                   |                       |
| 3 | «Шпигуни»            | Дон Шадфорт   | Джек Торн    | 17 листопада 2019       | Буде визначено    | Буде оголошено        |
| 4 | «Броня»              | Отто Бетгерст | Джек Торн    | 24 листопада 2019       | Буде визначено    | Буде оголошено        |
| 5 | «Загублений хлопчик» | Отто Бетгерст | Джек Торн    | 1 грудня 2019           | Буде визначено    | Буде оголошено        |
| 6 | «Клітка деймона»     | Юрос Лін      | Джек Торн    | 8 грудня 2019           | Буде визначено    | Буде оголошено        |
| 7 | «Смертний ґерць»     | Джеймі Чайлдз | Джек Торн    | 15 грудня 2019          | Буде визначено    | Буде оголошено        |
| 8 | «Зрада»              | Джеймі Чайлдз | Джек Торн    | 22 грудня 2019          | Буде визначено    | Буде оголошено        |

## Виробництво

### Розробка
Трилогія « Піраньї тьми», написана Філіпом Пулманом у 1995—2000 роках, стала успішним молодіжним фентезі, за мотивами першого роману 2007 року було знято фільм «Золотий компас». Фільм нещадно критикували прихильники книжок через неточну адаптацію багатьох ключових тем, а також представники окремих релігійних організацій, які вважали книжки антирелігійними. Через прохолодне сприйняття фільму решту трилогії так і не екранізували.
Після кількох років у виробничому пеклі права на екранізацію повернулися до Пулмана. У листопаді 2015 року BBC One оголосила, що замовила телевізійну адаптацію трилогії, яку продюсують Bad Wolf та New Line Cinema. Восьмисерійна адаптації мала вийти в етер у 2017 році, проте у квітні 2017 року письменник Джек Торн розповів Радіо Таймс, що серіал все ще знаходиться в попередньому виробництві. Він сказав: «Ми зараз на тій захопливій стадії, коли просто накидуємо ідеї і намагаємося розібратися, які з них будуть вдалими, а які ні». Він також зазначив, що прагне, щоб екранізація була відданою книгам.
12 вересня 2018 року було оголошено, що HBO долучається до виробництва як співпродюсер та міжнародний розповсюджувач серіалу. 10 жовтня 2018 року Міранда повідомив, що завершив знімання для своєї ролі. 14 грудня 2018 року у твітері було оголошено, що знімання першого серіалу завершили. 24 лютого 2019 року було підтверджено, що серіал вийде в етер «пізніше цього року».

### Добір акторів

Рекламне зображення, що показує провідних персонажів та місця

8 березня 2018 року було оголошено, що режисером серіалу стане Том Гупер, Дафна Кін була обрана на роль Ліри, а Лін-Мануель Міранда — на роль Лі Скорсбі. 8 червня 2018 року повідомлялося, що Джеймс Макавой, Кларк Пітерс та Рут Вілсон приєдналися до акторської ролі.

## Випуск
24 липня 2019 року було оголошено, що прем'єра серіалу відбудеться у четвертому кварталі 2019 року у Великій Британії та США. 12 вересня 2019 року стало відомо, що перша серія вийде в етер 3 листопада 2019 року на BBC One та наступної ночі на HBO.

## Сприйняття
На агрегаторі Rotten Tomatoes серіал має схвалення 83 % на основі 46 критиків із середнім рейтингом 7,59 / 10. Критичний консенсус вебсайту зазначає: «Деймон у деталях. І, хоча візуальна пишність та надзвичайне акторство у „Піраньях тьми“ вдало передають настрій книжок Філіпа Пуллмана, вони все ж могли б більше уваги приділити чарам.» На сайті Metacritic серіал має оцінку 66 зі 100 за відгуками 16 критиків із зазначенням «загалом схвальні відгуків».

## Зауваги
1. ↑  Епізоди спершу виходять у Великій Британії на BBC One, а наступного дня — у США на HBO.[8]